# منصور غزنوی
منصور غزنوی (زادهٔ ۱۴ اردیبهشت ۱۳۱۸، تهران – درگذشتهٔ ۲ شهریور ۱۳۸۸، تهران) صداپیشهٔ ایرانی بود.

## زندگی‌نامه
منصور غزنوی در سال ۱۳۱۸ متولد شد و فعالیت هنری خود را با بازی در تئاتر آغاز کرد. وی از سال ۱۳۴۰ به صورت حرفه‌ای کار گویندگی و دوبله را آغاز کرد. نقش‌گویی به‌جای جوانان در فیلم‌ها و سریال‌های تلویزیونی و گویندگی به‌جای آلن دلون، ترنس استامپ، آلبرت فینی، راس تامبلین، فابیان فورته، هاردی کروگر، رابرت واگنر، جرج همیلتون، آودی مورفی و مایکل لندون در سریال تلویزیونی «خانه کوچک» از جمله فعالیت‌های او در عرصه دوبله محسوب می‌شود. همچنین در برنامه رادیویی «صبح جمعه با شما» اجرای نقش داشته‌است.
وی برادر مینو غزنوی و نیز همسر خواهر نادره سالارپور بود که هر دو از صداپیشگان دوبله ایران هستند و به دعوت منصور غزنوی از سنین کودکی وارد عرصه دوبله شدند.
غزنوی در اواسط دهه ۱۳۶۰ به فرانسه مهاجرت کرد و پس از سالها اقامت در فرانسه به ایران بازگشت.
منصور غزنوی روز دوشنبه دوم شهریور سال ۱۳۸۸ بر اثر ابتلا به سرطان دستگاه گوارش در منزل خود در سن هفتاد سالگی درگذشت. پیکر وی روز چهارشنبه در قطعه هنرمندان بهشت زهرا به خاک سپرده شد.

## نقش‌های شاخص دوبله
| فیلم سینمایی                                                                           | بازیگر          | نقش          |
| -------------------------------------------------------------------------------------- | --------------- | ------------ |
| اصل دومینو (در ایران: بازی بزرگان)                                                     | ادوارد آلبر     | راس          |
| باغ شیطان                                                                              | کامرون میچل     | لوک دالی     |
| بیگانگان در ترن                                                                        | رابرت واکر      | برونو آنتونی |
| تابستان گرم و طولانی                                                                   | آنتونی فرنسیوسا | جودی وارنر   |
| خداحافظ چارلی                                                                          | تونی کرتیس      | جرج تریسی    |
| دستهٔ سیسیلی‌ها                                                                          | ایو لوفوبرو     | لدو مانالزه  |
| شکارچی گوزن (دوبله اول)                                                                | کریستوفر واکن   | نیک          |
| شورش بی‌دلیل                                                                            | سال مینئو       | پلاتو        |
| کنکورد ...فرودگاه ۷۹                                                                   | رابرت واگنر     | دکتر هریسون  |
| گرگ‌های جوان (عنوان اصلی: همه آدمخواران خوب جوان)                                       | جرج همیلتون     | تونی مک‌داول  |
| میلی کاملاً مدرن                                                                        | جیمز فاکس       | جیمی اسمیت   |
| هر شماره‌ای می‌تواند برنده باشد، عنوان دیگر: موجی از اسکناس (در ایران: نغمه‌های زیرزمینی) | آلن دلون        | فرانسیس      |

| مجموعه تلویزیونی             | بازیگر        | نقش                        |
| ---------------------------- | ------------- | -------------------------- |
| بو ژست                       | بندیکت تیلور  | مایکل "بو" ژست             |
| بینوایان                     |               | ماریوس                     |
| پیتون پلیس (محله پیتون)      |               | استیون کورت                |
| خانه کوچک                    | مایکل لندون   | چارلز اینگلز (پدر خانواده) |
| روزهای زندگی ما              | مک دونالد کری | دکتر بیل هورتون            |
| ویرجینیایی‌ها (مردی از شایلو) | داگ مک‌کلور    |                            |
| دهکده حیوانات (کارتون)       |               | کدخدا                      |
| ماجراهای پانزده پسر (کارتون) |               | گوردون                     |